# Bogatynia

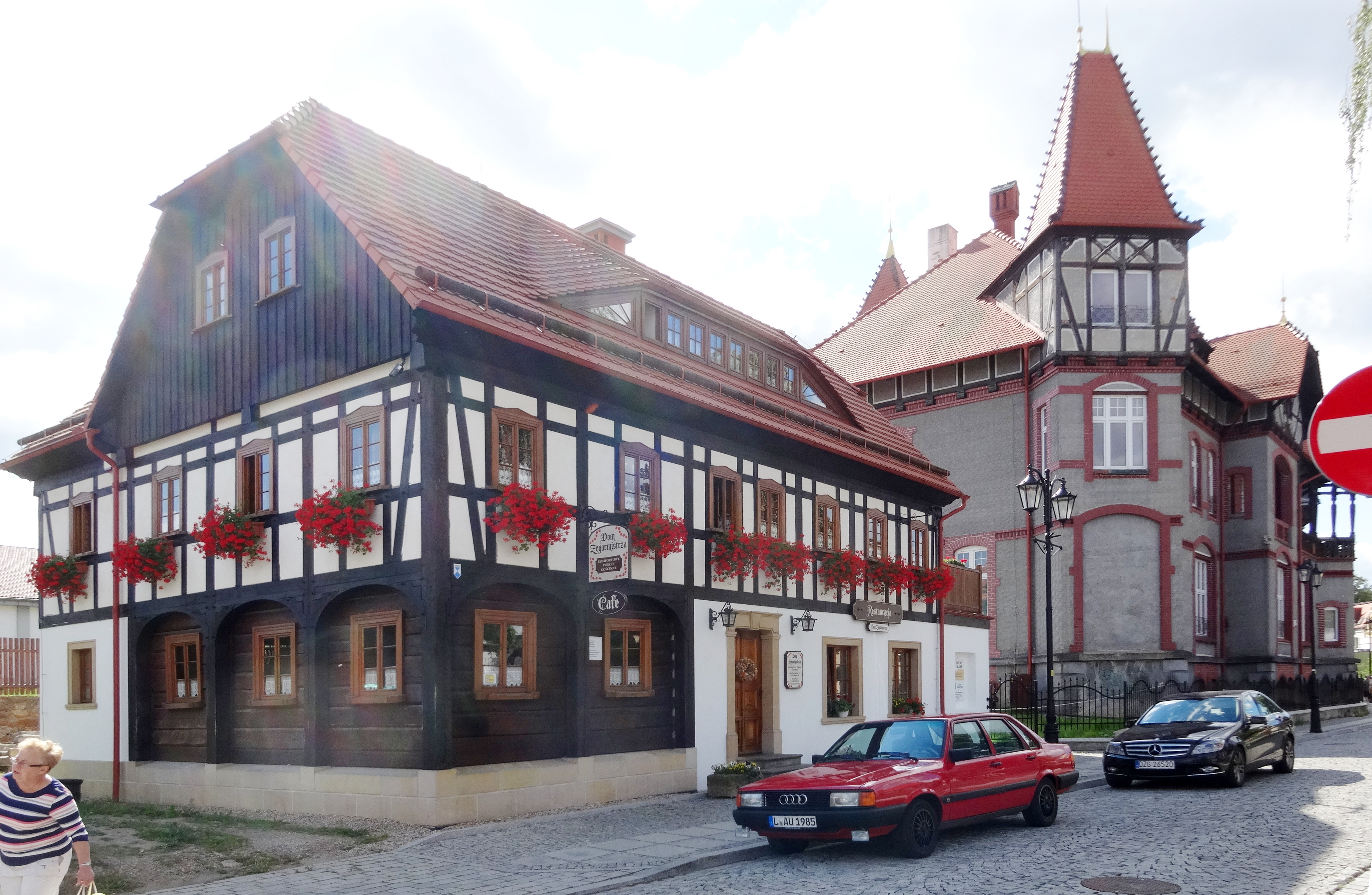
Dom Zegarmistrza

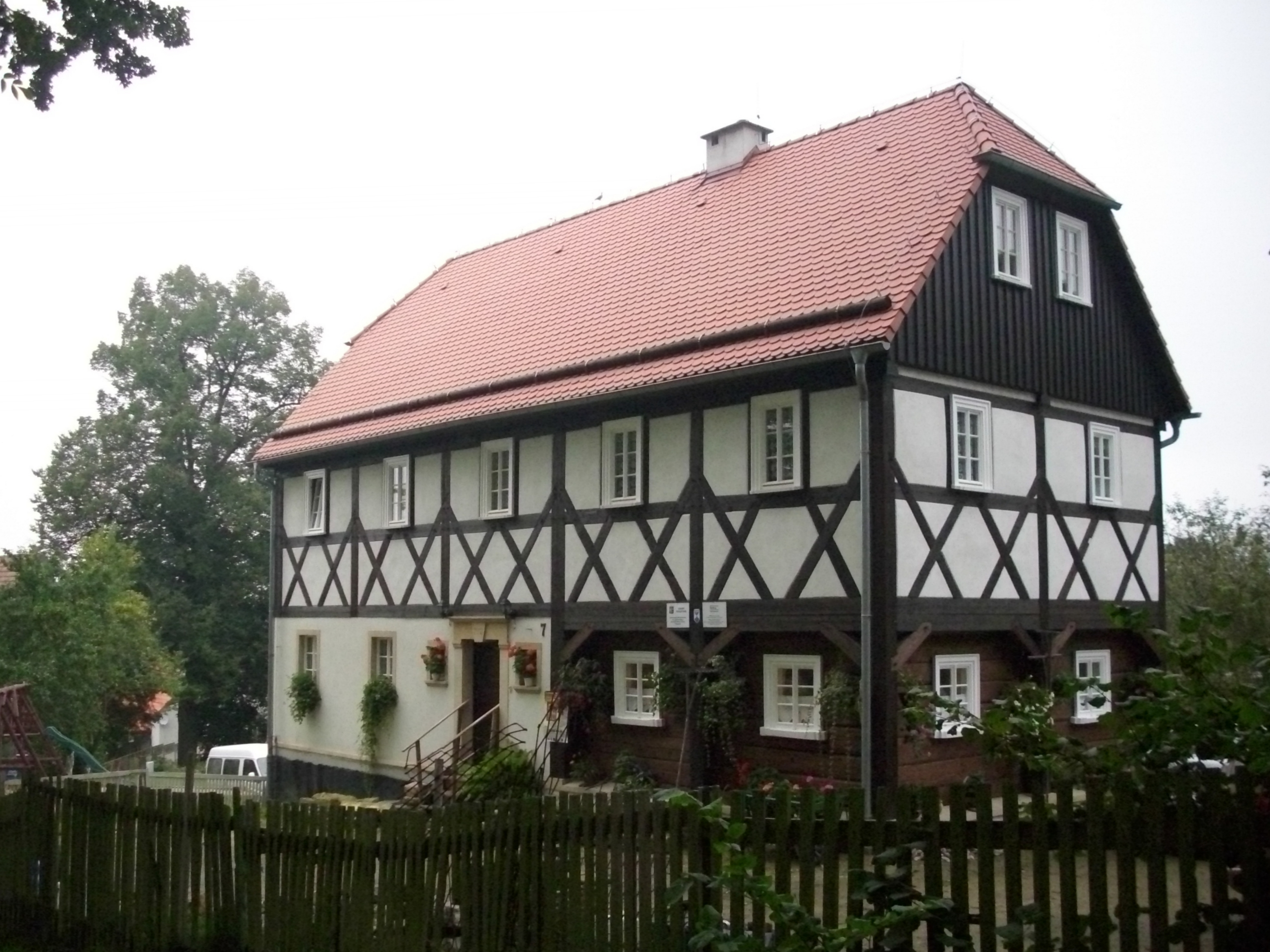
Dom przysłupowy przy ulicy Słowackiego 7

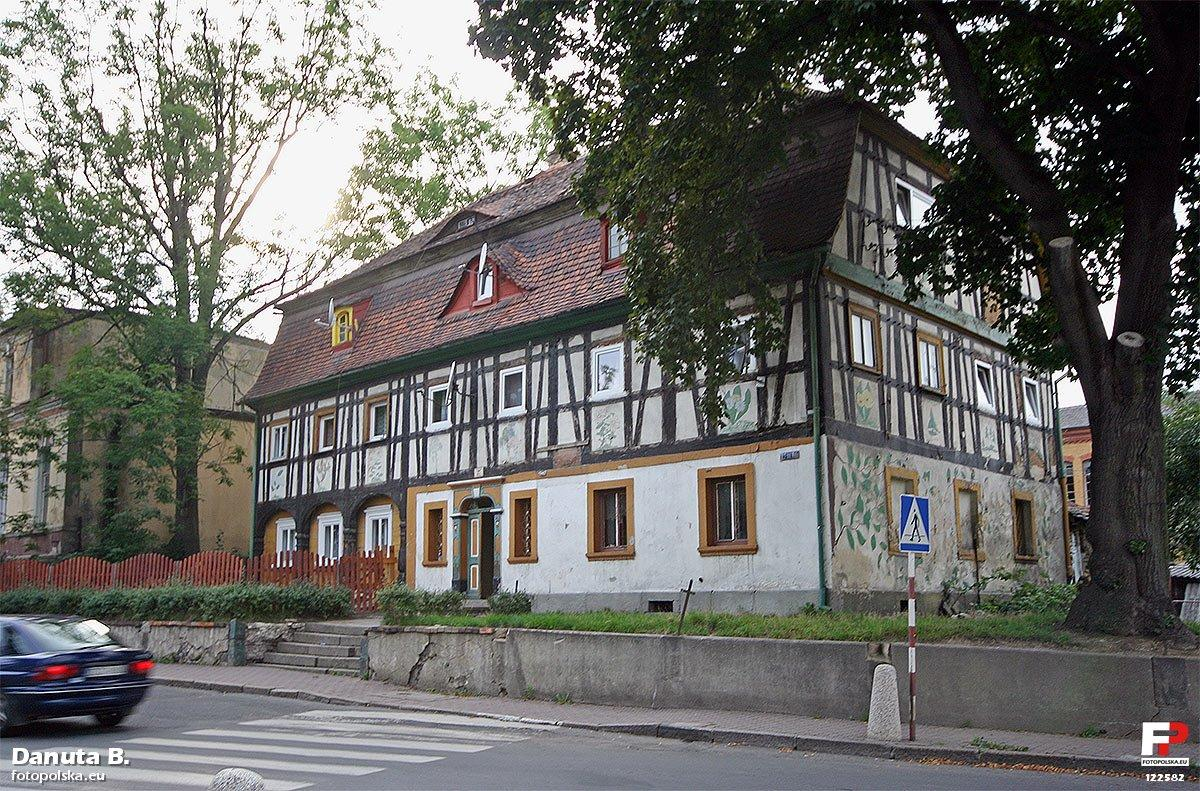
Dom przy ul. 1 Maja 37

Bogatynia (dawniej Rychwałd, niem. Reichenau in Sachsen, cz. Bohatyně, Rychnov) – miasto w południowo-zachodniej Polsce, w województwie dolnośląskim, w powiecie zgorzeleckim, siedziba władz gminy miejsko-wiejskiej Bogatynia. Położone na Obniżeniu Żytawsko-Zgorzeleckim, nad potokiem Miedzianka, w polskiej części Górnych Łużyc.
Według danych GUS z 1 grudnia 2023 r. miasto posiadało 16 245 mieszkańców (264. miejsce w kraju).
Jest to jedna z najbogatszych gmin w Polsce, na jej terenie znajdują się Kopalnia Węgla Brunatnego Turów oraz Elektrownia Turów zatrudniające łącznie ok. 5,5 tysiąca osób.

## Położenie
Według danych GUS z 1 stycznia 2023 r. powierzchnia miasta wynosi 59,94 km² (73. miejsce w kraju).
Bogatynia leży w Kotlinie Turoszowskiej, która ograniczona jest od południa Granicznym Wierchem (616 m n.p.m., Góry Izerskie), a od północy Wyniosłością Działoszyńską (ok. 340 m n.p.m.). Najniższym punktem, a zarazem sztucznie utworzonym jest kopalnia odkrywkowa PGE KWB Turów, o wys. 20 m p.p.m.
Miasto położone jest nad potokiem Miedzianka. W Bogatyni do Miedzianki uchodzą potoki Jaśnica oraz mniejszy Czerwienica. W południowej części miasta do Jaśnicy uchodzi także potok Wądolno.
Części miasta: Markocice, Trzciniec, Turoszów, Turoszów-Wieś, Zatonie, Zatonie-Kolonia.
W latach 1975–1998 miasto administracyjnie należało do woj. jeleniogórskiego.

## Historia

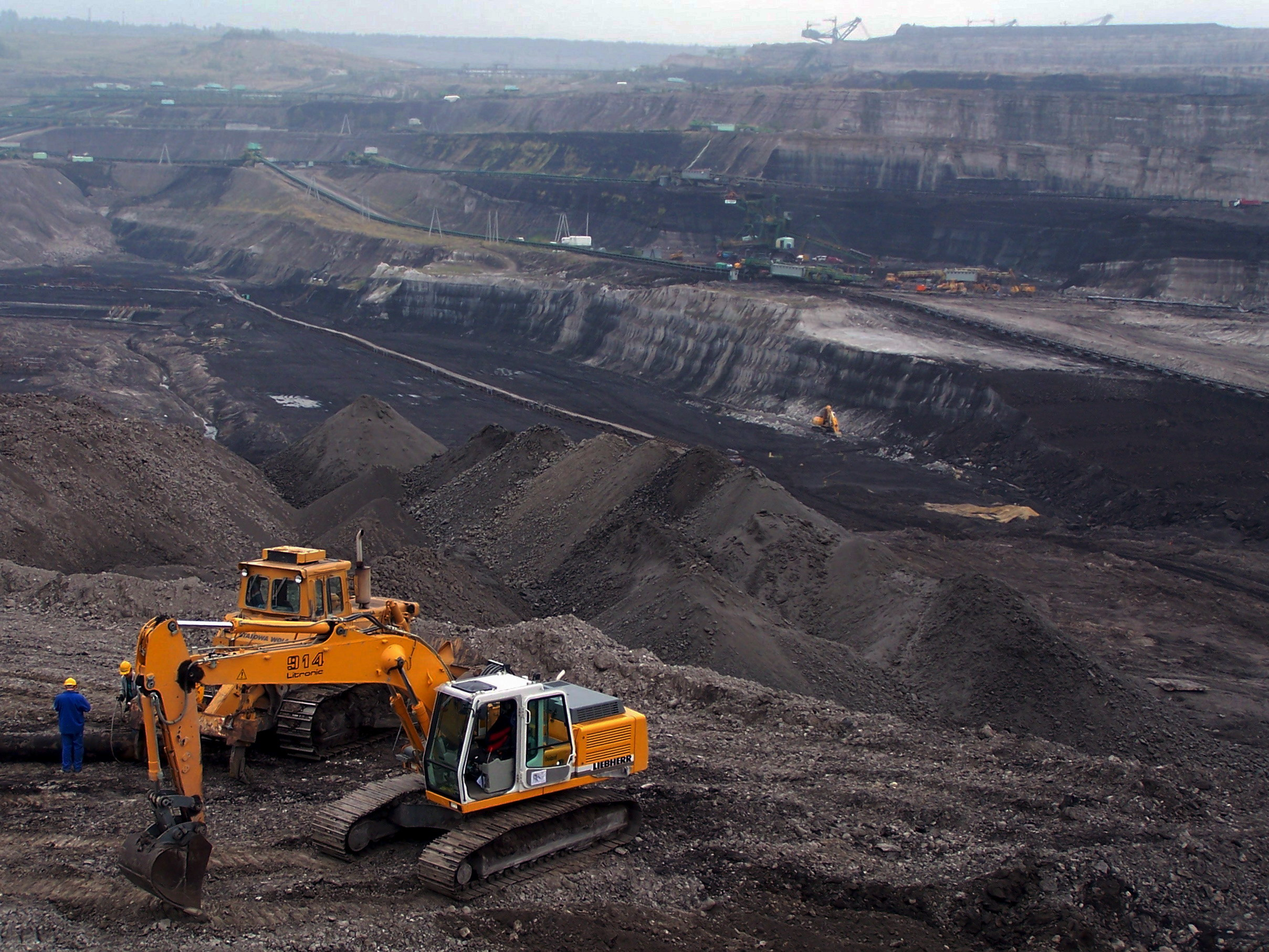
Kopalnia Węgla Brunatnego Turów

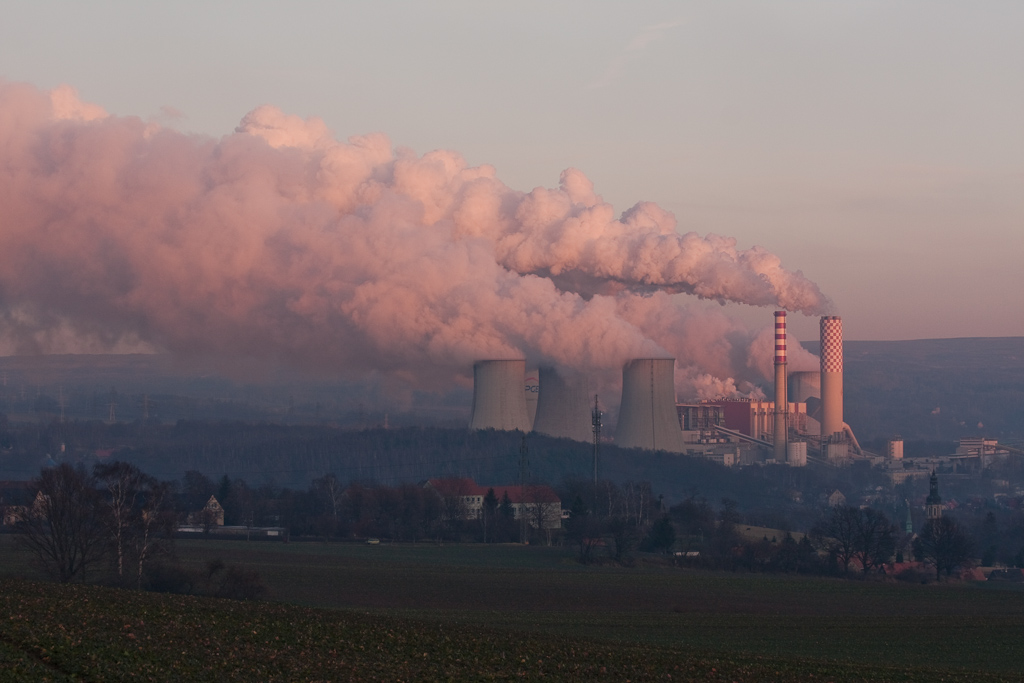
Elektrownia Turów

Bogatynia położona jest w Kotlinie Turoszowskiej. Założono ją w XIII wieku jako osadę łużycką zwaną Richnow, później Reichenau (niem. Reichenau od reich – bogaty, die Aue – błonie, łąka).
Pierwsze informacje o miejscowości pochodzą z 1262 roku. Od 1319 leżała w granicach piastowskiego księstwa jaworskiego, jednego z polskich księstw dzielnicowych na Dolnym Śląsku, po czym od 1346 była pod rządami czeskimi (do XVII wieku).
Wieś średniowieczna rozwijała się ze względu na dogodną lokalizację na szlaku handlowym pomiędzy bogatymi miastami Dreznem i Świdnicą. W 1430 roku została doszczętnie zniszczona przez wojska husyckie.
Po pokoju praskim i umowie zawartej między królem czeskim-cesarzem a księciem saskim w 1635, Elektorat Saksonii przejął większość Łużyc wraz z Bogatynią.
W tym czasie osada była kondominium klasztoru cysterek St. Marienthal i miasta Żytawy. W latach 1697–1706 i 1709–1763 Bogatynia leżała w granicach unijnego państwa polsko-saskiego.
Pod patronatem klasztoru następował rozwój bogatyńskiego rzemiosła. W czasach nowożytnych wieś rozkwitała jako ośrodek tkactwa, zamożność osady wzrastała zagrażając ościennej konkurencji. W 1627 roku, mistrzowie tkaccy z sąsiedniej Żytawy, powołując się na szesnastowieczny przywilej, zniszczyli bogatyńskie warsztaty i zabrali surowiec potrzebny do prac.
W XVIII wieku Bogatynia dzięki tkactwu chałupniczemu była już bogatym ośrodkiem, czego dowodem były kunsztowne domy przysłupowo-zrębowe zrujnowane przez powódź z sierpnia 2010 roku.
Od połowy XIX wieku do końca II wojny światowej miasto administracyjnie należało do saksońskiego powiatu żytawskiego. Rozwinął się przemysł lekki i wydobycie węgla brunatnego, a miasto stało się ośrodkiem administracyjnym dla okolicznych gmin.
W 1856 roku Bogatynia otrzymała Saski Sąd Królewski. W 1884 otworzono kolej wąskotorową z Żytawy do Markocic przez Bogatynię, która po 1900 roku została przedłużona do Heřmanic w Czechach. Linię tę zamknięto po 1945 roku.
W 1904 roku podział na Bogatynię klasztorną i żytawską został zniesiony i powstała saska gmina Reichenau.
W 1945 miasto przyłączono do Polski, a niemiecką ludność, która pozostała w Bogatyni wysiedlono do Niemiec. Początkowo administracja polska używała nazwy Rychwałd (do 1947), ostatecznie jednak przyjęto formę Bogatynia. W 1973 Bogatynię połączono z Turoszowem.

### Powódź w Bogatyni
7 sierpnia 2010 roku w godzinach rannych wystąpiło oberwanie chmury. W rejonie Bogatyni spadło wówczas około 160 mm wody, z tego 140 mm w ciągu dwóch godzin, podczas gdy średnia miesięczna dla tego rejonu wynosi 60 mm. Spływający ze stoków Gór Izerskich potok Miedzianka wystąpił z koryta. Piotr Pawlas z Powiatowego Centrum Zarządzania Kryzysowego w Zgorzelcu określił, iż Miedzianka o godzinie 12 tego dnia osiągnęła głębokość 5,68 m, zazwyczaj po intensywnych opadach poziom wody w korycie nie przekraczał 1,5 m. Płynąc ulicami miasta fala powodziowa zdewastowała je, zabierając dobytek wielu osób. Wezbrana rzeka niszczyła budynki (w tym zabytkowe domy przysłupowo-szachulcowe) i mosty. Od naporu wody 12 budynków zostało całkowicie zniszczonych, a 600 zostało uszkodzonych. Woda podmywała odcinki ulic i dróg, w tym drogę wojewódzką nr 352. Dojazd do Bogatyni był możliwy przez Niemcy lub Czechy.
W czasie powodzi w mieście ucierpiało 277 zabytkowych domów. Jedenaście z nich zostało zniszczonych całkowicie, a 36 częściowo – runęły niektóre ściany. Część domostw o kilkusetletniej historii została mocno podmyta, a ich konstrukcja naruszona. Wszystkie wspomniane domy ujęte były w gminnej ewidencji zabytków lub rejestrze zabytków. Kilkusetletnia historia regionu została w kilka chwil zniszczona.
Kilkadziesiąt z zalanych zabytków to najcenniejsze historycznie konstrukcje przysłupowe, zbudowane pomiędzy 2. poł. XVII a początkami XIX wieku, większość z nich eksperci nadzoru budowlanego zakwalifikowali do rozbiórki. Wojewódzki Urząd Ochrony Zabytków, ustalił jednak po dokonanej samodzielnej kontroli, że do odbudowy nie nadają się co najwyżej 4 domy.
Ówczesny burmistrz Bogatyni Andrzej Grzmielewicz poprosił o interwencję wojsko oraz straż pożarną z innych rejonów Polski. Na wezwanie samorządu pomocy miastu udzielało 1300 strażaków z województw: dolnośląskiego, opolskiego, wielkopolskiego, śląskiego oraz małopolskiego i 900 żołnierzy, w tym ponad 850 z Wojsk Lądowych. Do walki ze skutkami powodzi skierowano żołnierzy z 23 Śląskiej Brygady Artylerii z Bolesławca, 1 Brzeskiej Brygady Saperów z Brzegu, 11 Lubuskiej Dywizji Kawalerii Pancernej z Żagania oraz Inspektoratu Wsparcia Sił Zbrojnych. Z lotniska we Wrocławiu i w Zgorzelcu operowały 4 śmigłowce ze składu 25 Brygady Kawalerii Powietrznej. W sumie wykonały one kilkadziesiąt godzin nalotu. Kolejne 4 maszyny znajdowały się w pogotowiu na lotnisku w Tomaszowie Mazowieckim. Bogdan Klich, który był w zalanym mieście zapewnił, że wojsko będzie pomagać tak długo, jak będzie trzeba. Do Bogatyni dla niesienia pomocy otworzono most powietrzny; śmigłowce Mi-8 i 17 oraz W3W Sokół latały na zmianę.
Burmistrz Bogatyni oszacował, że aż 1000 mieszkańców jego gminy będzie potrzebowało nowego dachu nad głową, w związku z tym powstał plan budowy dla nich nowego osiedla stworzonego z domów modułowych.
Straty finansowe powodzi oszacowano na 225 mln zł, przy czym kwota ta obejmuje również szkody wyrządzone nie tylko w samym mieście, ale też w gminie. Szkody w infrastrukturze drogowej (mosty, drogi, przepusty) wyniosły prawie ¼ tej kwoty (51,1 mln zł), a straty w majątku osób fizycznych (co dotyczyło ok. tysiąca rodzin) i infrastrukturze wodno-kanalizacyjnej wyniosły po ok. 30 mln zł. Straty majątku przedsiębiorstw miały niewiele większą wysokość (38 mln), ale ze względu na stan ubezpieczenia to przedsiębiorstwa otrzymały 80% wypłaconych odszkodowań od firm ubezpieczeniowych, podczas gdy pozostałe wydatki na zasiłki czy odbudowę pochodziły ze środków publicznych.

## Demografia
Piramida wieku mieszkańców Bogatyni w 2014 roku.

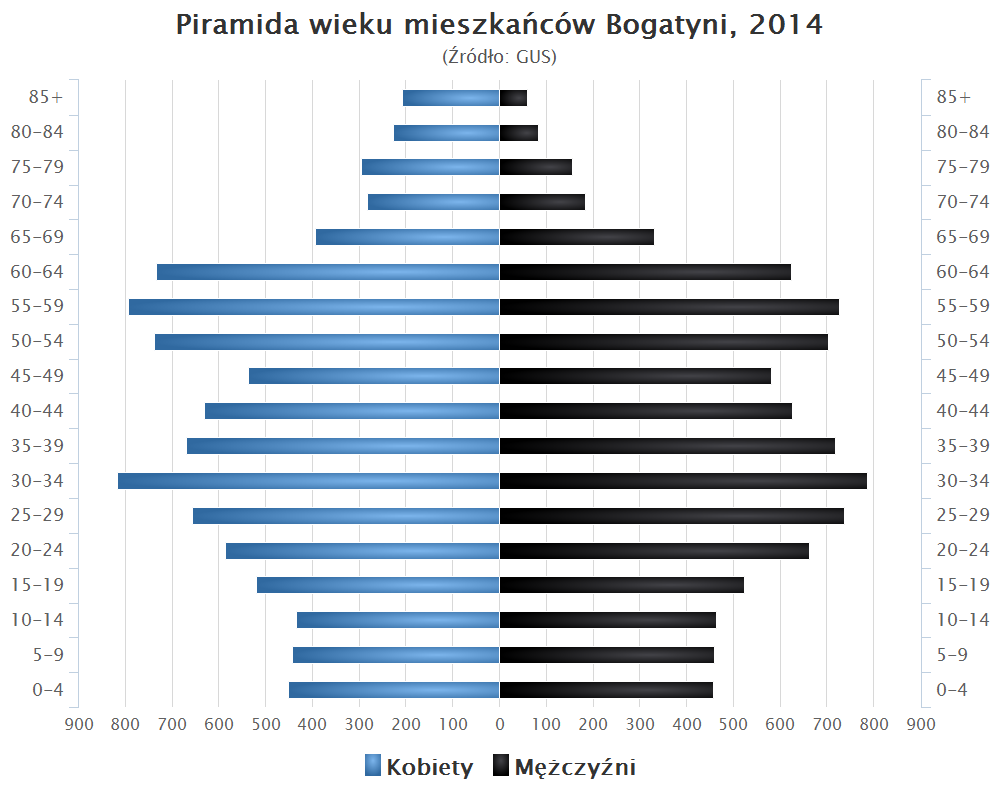

## Zabytki

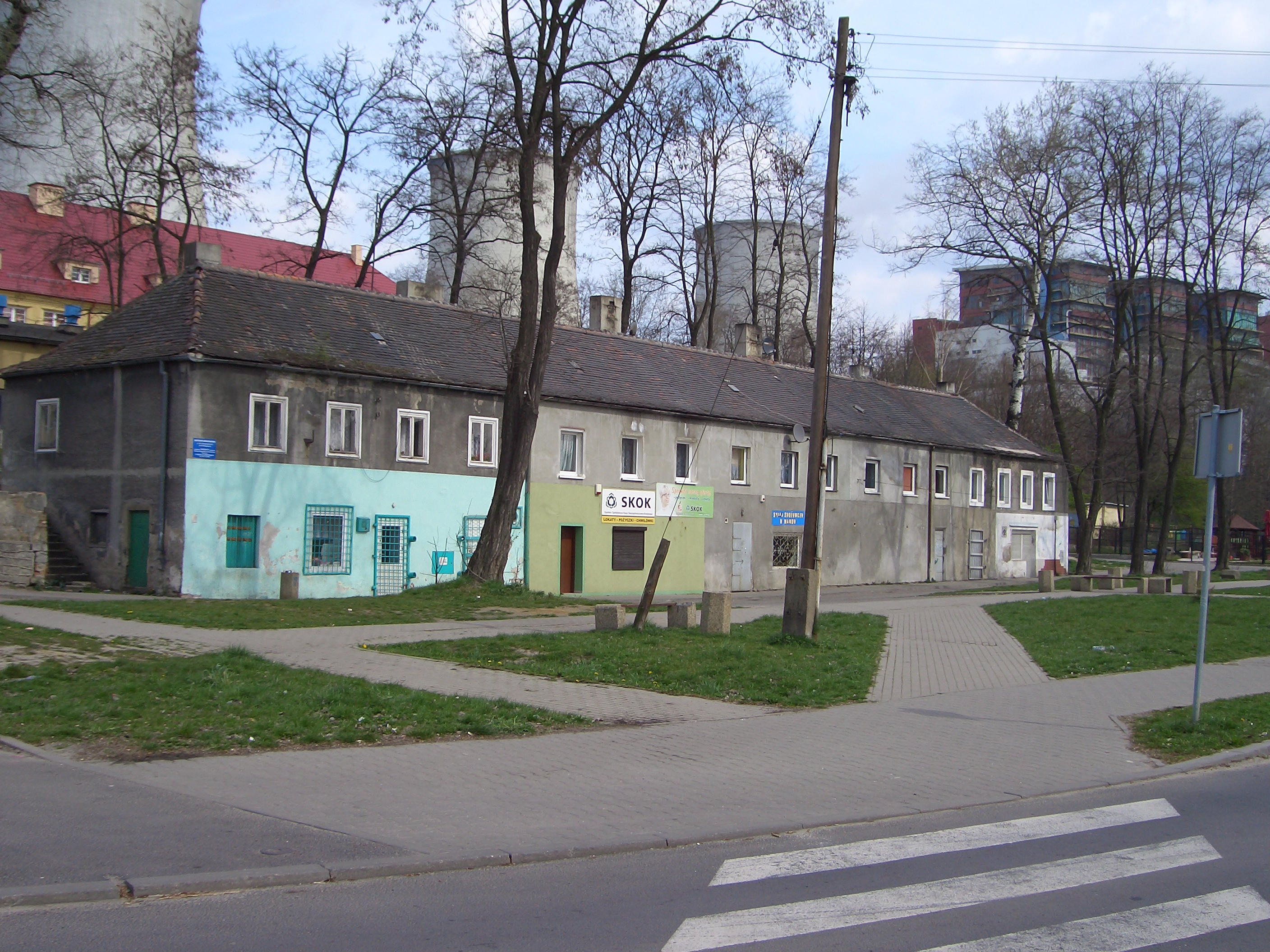
Zabudowa rejonu Elektrowni Turów

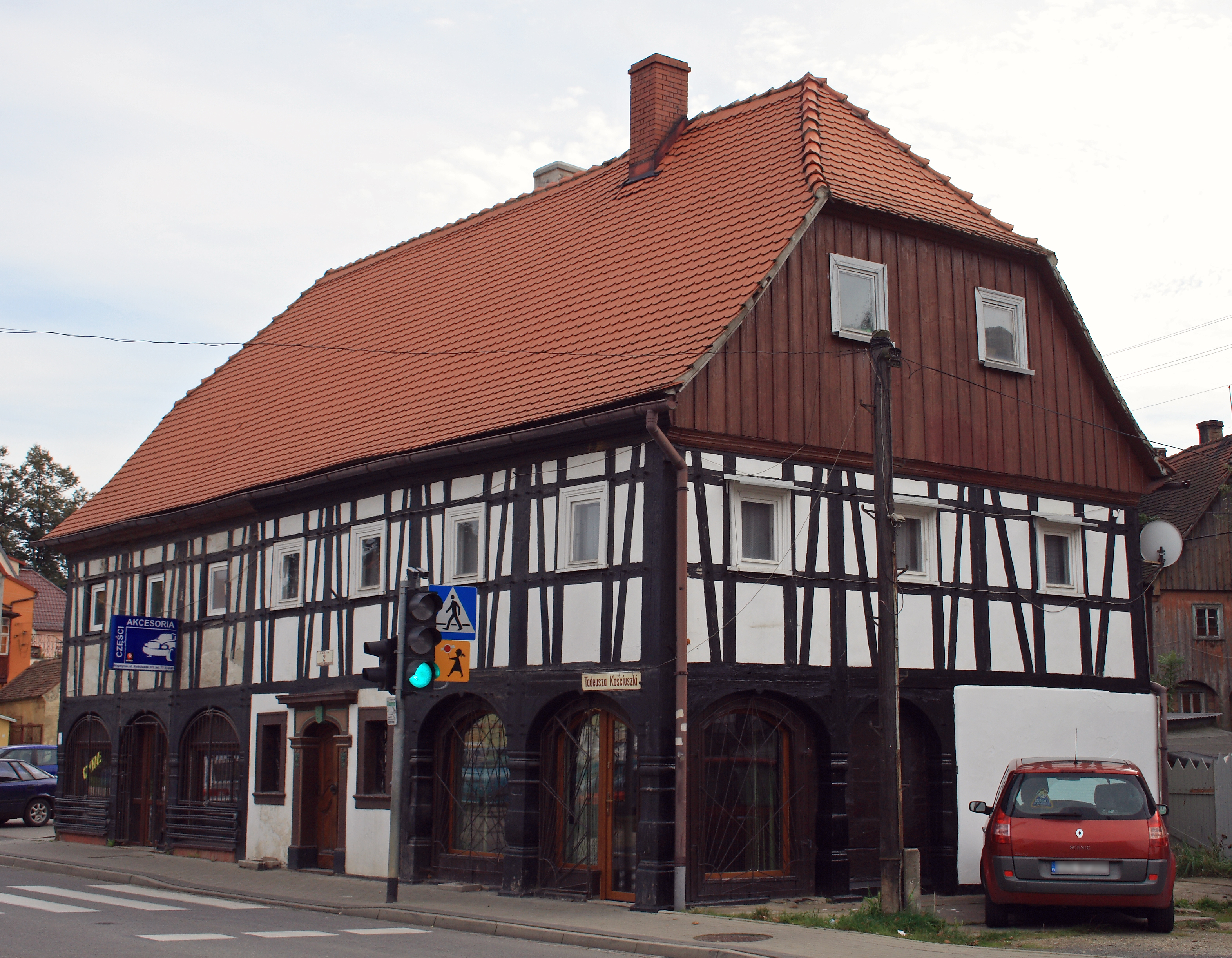
Dom przysłupowo-ryglowy przy ul. Kościuszki 2

Podstawowymi zabytkami Bogatyni są dawne drewniane domy przysłupowo-zrębowe zbudowane w stylu łużyckim oraz alzackim.
Do wojewódzkiego rejestru zabytków wpisane są:
- historyczny układ urbanistyczny miasta, powstały od końca XVIII w. do XIX w.
- zabudowa dawnej wsi Markocice:
  - dawny dom ludowy „Sztacheta” – obecnie Multifunkcjonalne Centrum Trójstyku w Markocicach
- zespół kościoła parafialnego, wybudowany w latach 1863–1868, ul. Kurzańska 3: kościół par. pw. Niepokalanego Poczęcia NMP, cmentarz, kaplica przedpogrzebowa, plebania, salka katechetyczna, ogrodzenie
- kościół ewangelicki, obecnie rzym.-kat. par. pw. świętych Piotra i Pawła, wybudowany w XVIII w., XIX w.
- dawny zajazd, pl. Bohaterów Warszawy 3, wybudowany w 1828 roku
- domy, ul. Dąbrowskiego 1, 7, 8, 13, 14, 15, 17, 18, drewniane
- zespół pałacowy i folwarczny Markocice, ul. Dąbrowskiego 22 a, z XVIII w./XIX w., k. XIX w.:
  - pałac; folwark: budynek gospodarczo-mieszkalny, obora, wozownia, kuźnia, park
- domy, ul. Główna 3, 4, 7, 8, 11, 12, 17, 23, 24, 25, 27, 33, 35, 37, 41, 50, 53, 54, 58, 66, drewniane
- domy, ul. Górska 2, 5, 6, 7, drewniane
- domy, ul. Kolejowa 2, 7, 8, 9, 10, 11, 12, 15, 19, 25, drewniane
- domy, ul. Kościuszki 1, 2, 14 szachulcowy z k. XVIII w.
- domy, ul. Listopadowa 7, 15, szachulcowe, z pierwszej ćw. XIX w., 1920 r.
- dom, ul. 1 Maja 3, 5, 10 szachulcowy z XVIII w., nr 25, 1850 r., XIX w.
- dom, murowano-szachulcowy, ul. Nadbrzeżna 12, z poł. XIX w.
- domy, ul. Nadrzeczna 4, 6, 9, 14, 15, 16, 20, 30, 36, drewniane
- dom, ul. Turowska 60, z XIX w.
- dom, ul. Waryńskiego 17, szachulcowy, z trzeciej ćw. XIX w./XX w.
- zespół gospodarczy, ul. Waryńskiego 18: budynek mieszkalno-gospodarczy, szachulcowy, z 1810 r.; budynek gospodarczy I, murowano-szachulcowy, z k. XVIII w., budynek gospodarczy II, mur., z k. XIX w.
- domy, ul. Waryńskiego 24, 30, 32, szachulcowy, z 1836 r., XIX w.
- dom, ul. Wąska 14, z 1706 roku

Bogatynia – Zatonie
- kościół par. pw. św. Marii Magdaleny, z XV w., 1796 r., k. XIX w.
  - dawny cmentarz ewangelicki, przy kościele, z XVII–XX w.
  - ogrodzenie z bramkami.

Bogatynia – Trzciniec
- ruiny średniowiecznego zamku Ronow[24].

## Gospodarka
W Bogatyni do 2002 największym pracodawcą w mieście były Bogatyńskie Zakłady Przemysłu Bawełnianego „Doltex”, które w latach świetności zatrudniały około 3500 pracowników. W 1993 roku zostały nabyte przez Zakłady Przemysłu Bawełnianego „Frotex” z siedzibą w Prudniku. Nowy prezes „Frotexu” Bogdan Stanach zamknął fabrykę w 2002 roku. Pozostałości po niej zostały zburzone w 2011.
W 2019 r. wskaźnik bezrobocia w Bogatyni wynosił 4,2%. Przeciętne miesięczne wynagrodzenie brutto w Bogatyni wynosiło 4 225,18 zł.

## Transport

### Drogi
Przez miasto przebiega 352, a także 354. Do 21 grudnia 2007 roku funkcjonowało przejście graniczne Bogatynia-Kunratice.

### Linie kolejowe
Do miasta prowadzi nieczynna linia kolejowa nr 290.

### Publiczny transport zbiorowy
W mieście prowadzą działalność prywatni przewoźnicy: Astel i Bieleccy. W samym mieście funkcjonuje jedna linia autobusowa.

## Oświata

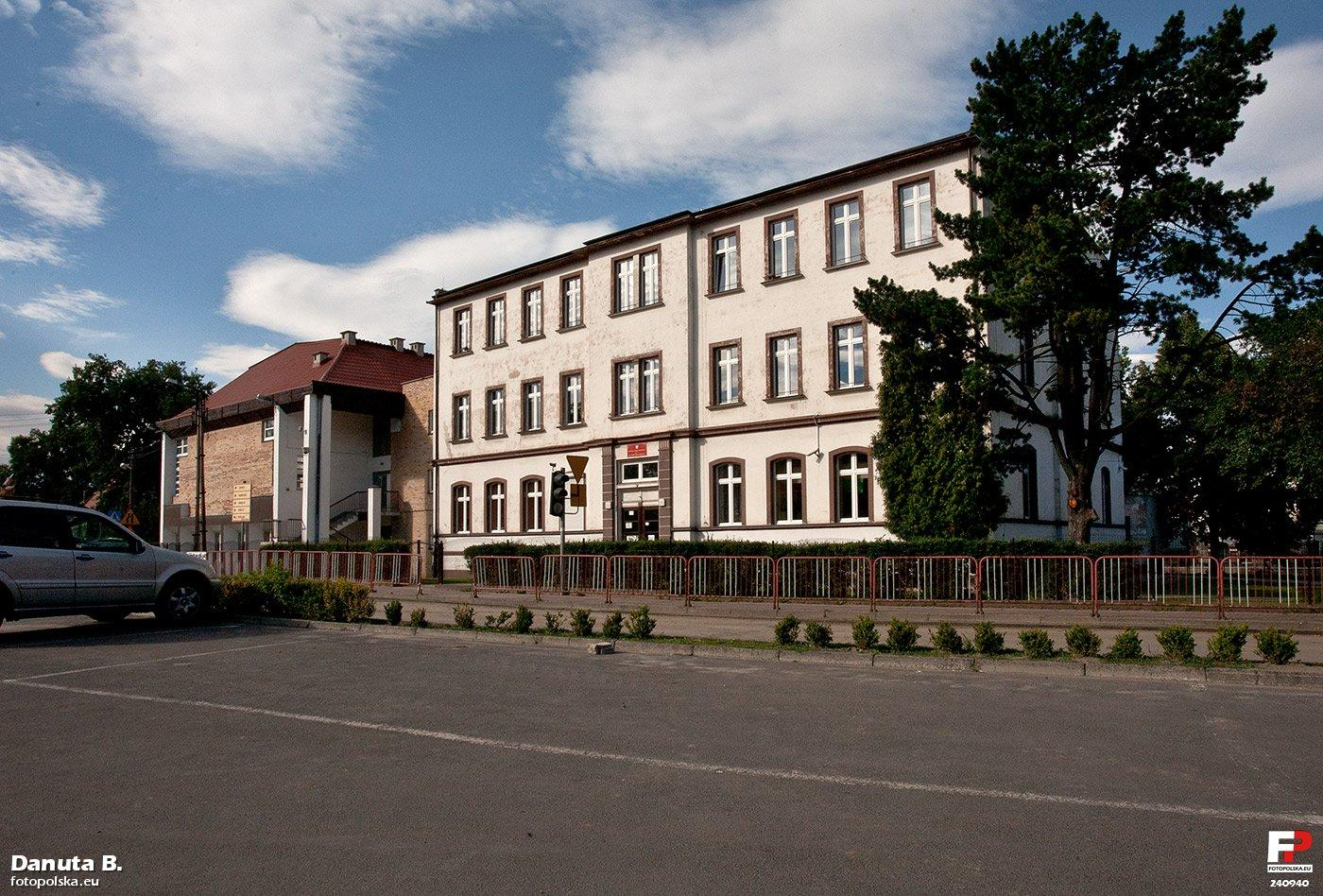
Szkoła Podstawowa nr 1

W miejscowości funkcjonuje Liceum Ogólnokształcące im. Marii Skłodowskiej-Curie, prowadzące wieloletnią współpracę z Gymnasium w niemieckim Herrnhut oraz jedna szkoła średnia: Zespół Szkół Zawodowych.

## Kultura i sport
Od ponad 23 lat Bogatynia co roku gości jedyny w swoim rodzaju ogólnopolski Turniej Łgarzy im. Koziołka Matołka, na którym zawodnicy starają się przedstawić najbardziej absurdalne bądź najbardziej wiarygodne kłamstwo. Znajdują się tu również dwa kluby piłkarskie LKS Pogoń Markocice, czyli klub, który po sezonie 2019/2020 wycofał się z rozgrywek ligowych, oraz MKS Granica Bogatynia, która w sezonie 2023/2024 występuje w klasie okręgowej, gr. Jelenia Góra.
Od 2008 roku w mieście odbywają się Bogatyńskie Dni Węgla i Energii zwane „Karbonaliami”. W latach 2011–2013 nie odbyły się ze względu na sierpniową powódź w Bogatyni w 2010 roku. Od 2014 roku powrócono do organizacji tej imprezy.

## Administracja
Bogatynia współpracuje z czeskim miastem Gródek nad Nysą i niemiecką Żytawą i wspólnie tworzą Związek Miast „Mały Trójkąt – Bogatynia – Hrádek nad Nisou – Zittau”.
Na obszarze miasta utworzono 7 jednostek pomocniczych miasta, będących osiedlami (nr 1–7).

## Miasta partnerskie
- Gródek nad Nysą
- Żytawa
- Zgorzelec

## Wspólnoty wyznaniowe

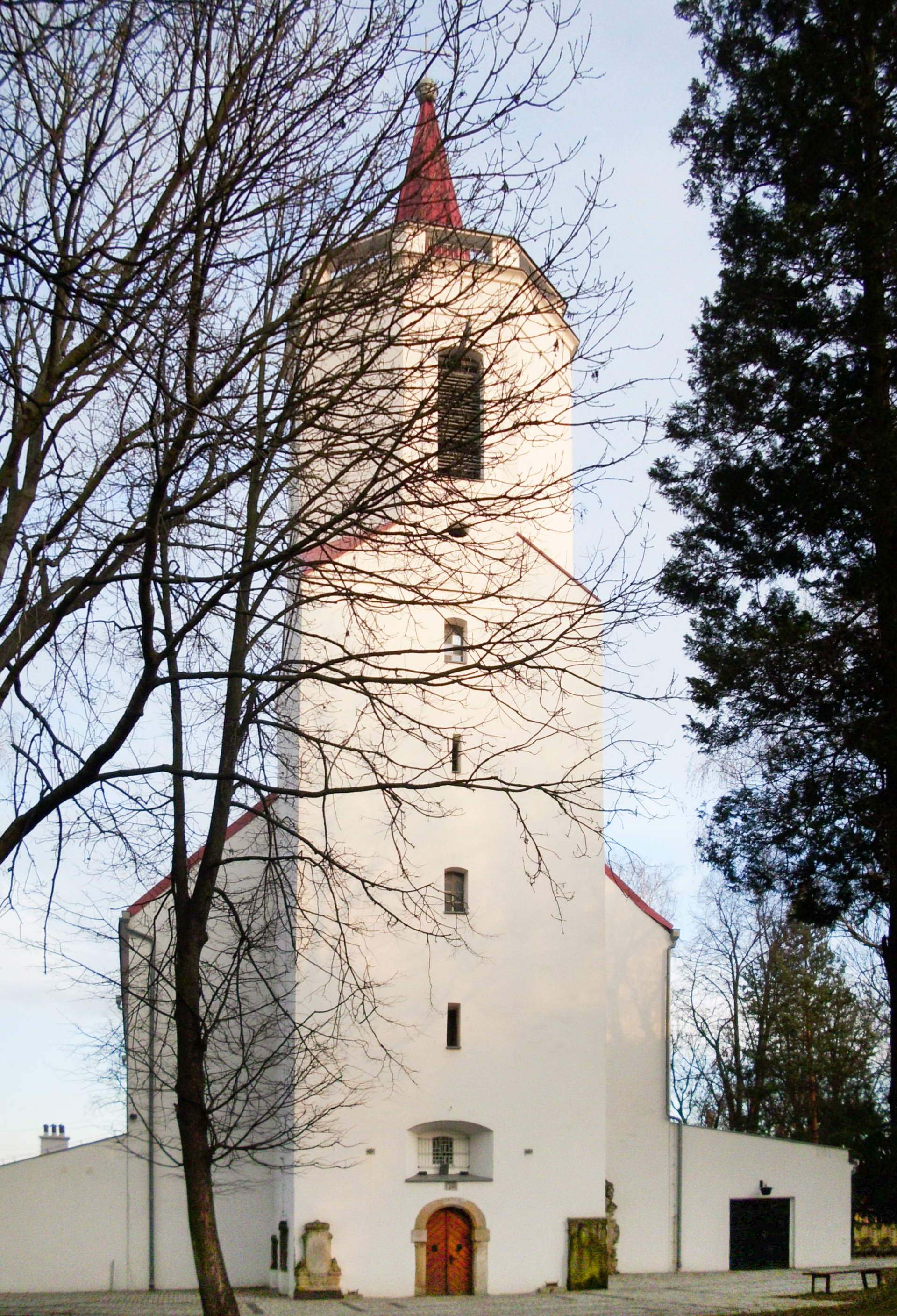
Wieża kościoła pw. św. Apostołów Piotra i Pawła

Na terenie miasta działalność religijną prowadzą następujące Kościoły i związki wyznaniowe:
- Kościół rzymskokatolicki:
  - parafia pw. św. Maksymiliana Marii Kolbego
  - parafia pw. św. Marii Magdaleny
  - parafia pw. św. Apostołów Piotra i Pawła
  - parafia pw. Niepokalanego Poczęcia Najświętszej Marii Panny
- Kościół Ewangelicko-Augsburski:
  - filiał w Bogatyni
- Kościół Zielonoświątkowy:
  - Zbór w Bogatyni
- Świadkowie Jehowy:
  - zbór Bogatynia-Południe
  - zbór Bogatynia-Północ (Sala Królestwa ul. Pileckiego 7)[35]